# Australodynerus peculiaris
Australodynerus peculiaris är en stekelart som beskrevs av Borsato 1994. Australodynerus peculiaris ingår i släktet Australodynerus och familjen Eumenidae. Inga underarter finns listade.